# Гавшино (Кезький район)
Га́вшино (рос. Гавшино) — присілок в Кезькому районі Удмуртії, Росія.
Населення — 15 осіб (2010; 18 в 2002).
Національний склад станом на 2002 рік:
- росіяни — 94 %

Урбаноніми:
- вулиці — Нагірна